# Peter Mörk
Peter Mörk (27 gennaio 1969) è un ex calciatore svedese, di ruolo centrocampista.

## Carriera

### Giocatore

#### Club
Mörk ha giocato nel Djurgården, prima di passare al Vasalund. È stato poi ingaggiato dai norvegesi del Bryne. Nel 1999 vestì la maglia del Sola. Dal 2007 al 2010, ha militato nelle file del Rosseland.

### Allenatore
Dal 2007 al 2009, è stato allenatore del Rosseland, mentre ricopriva ancora il ruolo di calciatore.